# Exodus: The Last War
Exodus: The Last War — компьютерная игра, стратегия реального времени, разработанная польским гейм-дизайнером Zloty Skarabeusz для компьютеров Amiga и изданная компаниями APC&TCP (недоступная ссылка) и Sland Media. Игра вышла в свет 9 декабря 2000 года.

## Особенности
- Разрешение 320x256 или 640x512, 256 цветов.
- 40 заданий (по 20 за каждую сторону) в одиночной игре.
- 24 карты для коллективной игры.
- Максимальное количество войск и зданий зависит только от объёма свободной памяти.
- Войска делятся на сухопутные, морские и воздушные.
- Качественно реализованный И.И. компьютера.
- Оптимизация для CPU 68060.
- Коллективный режим игры (null-modem).
- Звуковое сопровождение в стерео, 44,1 кГц.
- Версия 2.x работает под MorphOS.

## Геймплей
Игра открывается вступительным видеороликом, после чего игроку предоставляется выбор расы. Раса Zeldow ориентирована на технический прогресс, а Moroi — на интеллектуальные разработки.
Графика 8-битная, но выполнена на достаточно высоком качественном уровне и скомпонована без видимых дефектов. Анимация стационарных зданий и передвижных объектов плавная, хотя и выполнена в 8 положениях (по 45 градусов). В игре представлены разнообразные типы местности и погодные условия.
У игры существует английское озвучивание. Вся речь дублируется отключаемыми титрами на экране. Звук с эффектом присутствия, то есть чем ближе идут боевые действия, тем громче их звуковое сопровождение.

База на берегу моря

Игра начинается с командного центра, окружённого небольшой охраной. Следующей постройкой должна быть электростанция, потом можно построить нефтедобывающую шахту, завод по переработке нефти, радар, нефтехранилище, казармы, завод лёгкой бронетехники и другие постройки. Единственный ресурс в игре — нефть, которая добывается в шахтах и перевозится машиной на перерабатывающий завод. Игрок получает в итоге денежный эквивалент своих ресурсов. На полученные игровые деньги можно строить и производить всё остальное. Ненужные здания можно продавать.
Боевые единицы представлены в довольно широком спектре от обычных пехотинцев и камикадзе, до лёгкой и тяжёлой артиллерии на колёсном и гусеничном ходу, военно-морских линейных кораблей и мощных представителей авиации.